# August Wilhelm Zumpt
August Wilhelm Zumpt, född den 4 december 1815 i Königsberg (nuvarande Kaliningrad), död den 22 april 1877 i Berlin, var en tysk antikhistoriker, brorson till Karl Gottlob Zumpt.
Zumpt, anställd som gymnasielärare i Berlin (sedan 1837), ägnade sig företrädesvis åt romerska fornkunskapen och lämnade i synnerhet åtskilliga bidrag till kännedomen om romerska rättsväsendet. En längre tid var han sysselsatt med förberedelser till ett "Corpus inscriptionum latinarum". Frukten av dessa studier visade sig bland annat i en upplaga av "Monumentum ancyranum" (1845) liksom i Commentationes epigraphicæ ad antiquitates romanæ (2 band, 1850, 1854).